# Johann Gabriel Chasteler de Courcelles
Johann Gabriel Chasteler de Courcelles (Mons, 22 gennaio 1763 – Venezia, 7 maggio 1825) è stato un generale austriaco di origini vallone.

## Biografia

### I primi anni e l'inizio della carriera
Nato a Mons, in Belgio, entrò al servizio degli Asburgo d'Austria in giovane età, studiò alla Ingenieurakademie di Vienna. Prestò servizio come capo dello staff del barone Gabriel Anton Splény de Miháldy durante la Guerra austro-turca dal 1788 dove si guadagnò la croce di cavaliere dell'Ordine Militare di Maria Teresa per il grande coraggio mostrato nella battaglia di Focșani contro i turchi ottomani.

### Le guerre rivoluzionarie francesi
Nella Guerra della Prima coalizione contro la prima repubblica francese, prestò servizio come geniere sul Reno, distinguendosi a Magonza nel 1795. Promosso ufficiale generale nel 1796, servì nell'armata dell'arciduca Carlo d'Asburgo-Teschen in Germania.
Nel 1799 Chasteler venne nominato Quartiermastro Generale (capo dello staff) di Suvorov nonché comandante di un'ala dell'esercito austriaco in Italia.
Ebbe un ruolo centrale nella grande battaglia di Magnano, nella quale guidò personalmente i rinforzi nella zona Ca' di David - Magnano, che cambiarono le sorti di uno scontro che fino a quel momento aveva visto le armi imperiali in grave difficoltà. Servì anche nella battaglia di Cassano d'Adda del 27 aprile, dirigendo personalmente la costruzione dei ponti sul fiume, che permisero la traversata in forze dell'esercito della Coalizione e del conseguente trionfo sulle forze repubblicane. Prese parte alla battaglia di Marengo nel maggio successivo. Venne ferito il 16 luglio, durante l'assedio di Alessandria.
Elevato al rango di commendatore dell'Ordine Militare di Maria Teresa e nominato Capo dello Staff in Germania Meridionale nel 1800, prestò servizio ad Engen ed a Mösskirch, prima di guidare una brigata in Tirolo, distinguendosi nello scontro di Scharnitz.

### Le guerre napoleoniche
Allo scoppio della Guerra della Terza coalizione, nel 1805, venne nominato capo di una divisione dell'avanguardia in Tirolo, ebbe il compito di coprire la ritirata dell'arciduca Giovanni d'Asburgo-Lorena al passo di Strub.

#### 1809
L'Hofkriegsrat nominò Chasteler a capo dell'VIII corpo d'armata nell'armata dell'arciduca Giovanni nell'Austria Interna all'inizio della Guerra della Quinta coalizione. Immediatamente, gli vennero forniti 10.000 uomini coi quali venne inviato in assistenza alle rivolte antifrancesi scoppiate in Tirolo e del generale Albert Gyulay che sostituì come comandante. Il 13 maggio venne pesantemente battuto nella battaglia di Wörgl dal VII corpo d'armata bavarese comandato dal generale François Joseph Lefebvre. Dopo aver tentato senza successo di riunirsi all'armata dell'arciduca la sua esperienza di comando si concluse presso il Lago Balaton in Ungheria nel luglio di quello stesso anno. Dopo la firma del trattato di pace con la Francia, venne nominato comandante militare nella Slesia austriaca.

#### 1813
Nel 1813 comandò la difesa di Praga e quindi ebbe il comando dell'armata di Boemia sotto la direzione del principe di Schwarzenberg, combattendo a Kulm ed a Tortona il 16 maggio. Nominato governatore delle fortificazioni di Theresienstadt, dopo la battaglia di Lipsia ottenne il comando del corpo d'armata di Klenau.
Nel 1814 dopo l'istituzione del Regno Lombardo-Veneto, Chasteler venne incaricato della difesa di Venezia.
Fu proprietario di un reggimento di fanteria austriaco in tre differenti occasioni.
Morì a Venezia nel 1825.

## Carattere
Chasteler venne reputato dai militari contemporanei come professionale e competente, rappresentando "l'ultima generazione di militari talentuosi dei Paesi Bassi austriaci nell'esercito austriaco. Coraggioso ed esperto, ma anche miope e sfortunato durante la sua carriera”
Come comandante del Corpo d'Armata nel 1809, venne descritto come "vacillante".